# 갈등 해결
갈등 해결(conflict resolution)은 갈등과 보복의 평화로운 결말을 수월하게 하는데 필요한 방식과 과정으로 개념화된다. 전념하는 집단 구성원은 갈등의 계기나 이념이 되는 것(의도, 특정 신념을 갖는 이유)에 대한 정보를 나머지 집단과 적극적으로 소통하는 것, 그리고 집단족 협상에 참여하는 것을 통하여 집단의 갈등을 해결하려고 시도한다. 해결 차원은 보통 갈등이 처리되는 방식으로 갈등 차원과 부합한다. 인지적 해결은 논쟁을 벌이는 사람들이 신념, 관점, 이해, 태도를 갖고 갈등을 이해하고 바라보려는 방식이다. 정서적 해결은 논쟁 당사자들이 갈등이라는 정서적 에너지를 곰곰이 느끼고 생각하는 방식이다. 행동적 해결은 논쟁 당사자끼리 행동하는 방식 즉 행동을 반성하는 것이다. 궁극적으로는 협상, 중재, 중재-조정, 외교, 창조적 평화 구축 등 갈등을 다루는 방식과 절차가 광범위하게 존재한다.

## 같이 보기
- 갈등 관리
- 갈등 회피